# 쿼드 (피겨스케이팅)
쿼드(Quad) 또는 쿼드러플(Quadruple)은 4회전 피겨 스케이팅 점프이다. 쿼드러플 토룹과 쿼드러플 살코 두가지가 가장 일반적으로 사용되고 있다.

## 유형
점프 하네스는 종종 트레이닝 쿼드에서 사용된다.

## 같이 보기
- 쿼드러플 점프 논쟁